# Тепе-Оба
Тепе́-Оба́ (крим. Töpe Oba, Тёпе Оба) — гірський хребет у Криму. Замикає собою Головну гряду Кримських гір, що простягнулася уздовж Південного узбережжя Криму. У бік моря хребет Тепе-Оба закінчується мисом Св. Іллі. Максимальна висота над рівнем моря — 384,1 м.
Через те, що хребет розташований на південний захід від Феодосії, він не може захистити місто від холодних північних вітрів, і в сусідньому селищі Кайгадор, яке розташоване на південь від хребта, зими тепліше феодосійських.

## Археологічна характеристика
На Тепе-Оба був некрополь античної Феодосії і низка курганів. В одному з них було відкрито жіноче поховання V століття до н. е. Серед багатьох предметів побуту були знайдені різні прикраси на жіночому одязі та особливо чудова пара золотих сережок, що являють собою шедевр давньогрецького ювелірного мистецтва. Зараз вони перебувають в Ермітажі під назвою «Феодосійські сережки». Ця та інші знахідки привернули увагу до Феодосії вчених усього світу.
На розкидані по хребту і на схилах гори Тепе-Оба великі щебеневі купи в 1904 році звернув увагу феодосійський інженер і лісничий Ф. І. Зибольд. Найчастіше в безпосередній близькості від куп були залишки старих керамічних трубопроводів. Намагаючись пояснити призначення цих насипних горбів, Зибольд прийшов до переконання, що вони є нічим іншим, як древніми акумуляторами вологи. Зибольд підкріпив свою здогадку вдалим досвідом отримання води, виконаним на базі створеного ним у 1905—1912 рр. власного конденсатора вологи. Конденсатор мав кам'яне дно, складене на гідравлічного вапна, підстава у вигляді круглого басейну діаметром 20 метрів. Краї басейну підняті у вигляді кам'яної стіни з ухилом від периферії до центру з жолобом, що закінчується чавунною трубою. Конденсуючий конус у вигляді усіченого конуса був складний із морської берегової гальки діаметром 15-20 см, верхній діаметр конуса — 8 м, висота — 6 м. За свідченням очевидців, конденсатор давав 360 літрів води на добу. Днище конденсатора виявилося недостатньо міцним, і через утворені тріщини вода пішла в ґрунт. Нині збереглася тільки чаша конденсатора. Проте вона має історичне значення як пам'ятка світової науки і техніки, як перший у світі дослідний зразок «росяного кургану».
Поруч розташовані споруди вже радянських часів: білі кулясті будови. Чотири білих купола на Тепе-Оба приховують РЛС — радіолокаційні станції. Це — радіотехнічна розвідка далекого виявлення. Територія станцій охороняється.
У сосняку на Тепе-Оба місцеві жителі в достатку збирають маслюки та інші гриби, в тому числі і на Новий рік. Соснові посадки — штучні, так само, як і на горі Паша-Тепе. Сосни були посаджені тут у 1971 році.

## Особливо охоронювані природні території
Із 2011 року хребет став ботанічним заказником. Його площа 1200 гектар. У 2015-му він став Державним природним заказником. Тут є єдині у світі популяції кендиря кримського і хріниця Турчанинова. Блощичник виростає на площі всього у 3 га і його чисельність поступово скорочується. Виявлена популяція в 1996 році. Зростає тут ще кілька рідкісних видів рослин. У прибережних районах хребта яскраво виражена степова рослинність.
|  |  |  |

|  |  |  |

|  |  |  |